# 嫁妝一牛車
《嫁妝一牛車》是一本由台灣作家王禎和所著之短篇小說合集，1969年5月由台北金字塔出版社出版，收入他1960年代陸續發表在《現代文學》、《文學季刊》的短篇小說。

## 內容介紹
本書以底層小人物為主角，描述在逐漸資本化的轉型社會中，價值觀、倫理觀與人際關係的改變，人們為了生活不得不與現實妥協的痛苦、焦慮、懷疑與掙扎。全書收錄〈鬼．北風．人〉、〈快樂的人〉、〈來春姨悲秋〉、〈嫁妝一牛車〉、〈五月十三節〉、〈三春記〉六篇。正文前刊也斯〈雜談王禎和近作（代序）〉、〈關於王禎和〉。

## 創作背景
王禎和崛起於1960年代，適逢反共文學式微，新一代知識分子為求新求變，向西方現代化及文學藝術汲取資源的時代。1960年3月，台大外文系學生白先勇、陳若曦、王文興、歐陽子、李歐梵等人創辦《現代文學》雜誌，引介西方現代主義。王禎和1959年9月進入台大外文系就讀，1961年3月在《現代文學》第7期發表〈鬼．北風．人〉，引起矚目，被視為文學生涯的起點，並受到張愛玲的欣賞。
1966年，尉天驄創辦《文學季刊》，這份起初引介西方現代主義文學與藝術的刊物，逐漸關注起台灣本土現實，陳映真、黃春明、王禎和等人在此創作了後來被稱作「鄉土文學」的小說。1967年1月起，王禎和陸續在《文學季刊》發表〈來春姨悲秋〉、〈嫁妝一牛車〉、〈五月十三節〉、〈三春記〉，〈嫁妝一牛車〉以反諷的「喜劇」描寫一個「貧賤夫妻百事哀」的故事，小說混合台語、華語的書寫，於《文學季刊》第3期刊出時因校對的誤差，引起王禎和的不滿，故第4期重刊一次，可說是王禎和文學語言實驗的起點。

## 分析研究
《嫁妝一牛車》是王禎和第一本出版著作，1999年被選入20世紀中文小說100強，排名第34。 同名小說〈嫁妝一牛車〉曾被與呂赫若〈牛車〉並列研究，其語言風格亦成為討論焦點，被視為台灣鄉土文學的代表作。

## 版本
《嫁妝一牛車》1969年由金字塔出版社首次印行。1975年5月遠景出版社重新出版，刪去〈三春記〉，新增〈永遠不再〉、〈那一年冬天〉、〈兩隻老虎〉、〈小林來北〉四篇。正文前有舒凡〈「危機時代」的新反抗文學——王禎和「嫁妝一牛車」自選集序〉，正文後有王禎和〈後記〉，並附錄也斯〈感覺溫暖外的風塵——談王禎和的作品〉。遠景第五版新增尉天驄〈王禎和小說的現實意義〉與胡為美〈在鄉土上掘根〉兩篇代序。1993年9月，洪範書店重新排版印行，新增〈夏日〉一篇，原序文及〈後記〉均移為附錄。
1984年，〈嫁妝一牛車〉被改編成劇本由遠景出版社出版，同年由張美君導演改編，由陸小芬（飾阿好）、陳震雷（飾姓簡的）、金塗（飾阿發）主演。2001年，台灣電視公司改編為迷你影集，由劉議鴻導演，陳亞蘭（飾阿好）、柯叔元（飾姓簡的）、龍邵華（飾萬發）主演。

## 外部連結
- 宋澤萊，論王禎和〈嫁妝一牛車〉在台灣文學史上的意義 （页面存档备份，存于），台文戰線聯盟。